# Cacaulândia
Cacaulândia é um município brasileiro do estado de Rondônia. Localiza-se a uma latitude 10º20'21" sul e a uma longitude 62º53'43" oeste, estando a uma altitude de 205 metros. Sua população estimada em 2015 era de 6 367 habitantes. Possui uma área de 1.962 km².

## História
Originou-se de um projeto criado pelo Polonoroeste para dar apoio aos agricultores da região, denominado de Núcleo Urbano de Apoio Rural – NUAR, recebendo o nome de Cacaulândia, devido ser uma grande produtora de cacau.
Para a formação deste NUAR, foram doadas 40 ha dos lotes vizinhos situados no cruzamento do travessão TB-65 com a Linha C-15, de Propriedade de João Virgilino da Silva, Luiz Urano e Antônio Ferreira da Silva.
Foi elevado à categoria de município e distrito com a denominação de Cacaulândia, pela Lei Estadual n.º 374, de 208, de 13-02-1992, desmembrado do município de Ariquemes. 

## Saúde
A taxa de mortalidade infantil média na cidade é de - para 1.000 nascidos vivos. As internações devido a diarreias são de 0.5 para cada 1.000 habitantes. Comparado com todos os municípios do estado, fica nas posições 1 de 52 e 43 de 52, respectivamente. Quando comparado a cidades do Brasil todo, essas posições são de 1 de 5570 e 3330 de 5570, respectivamente.